# 毒草師 QED Another Story
『毒草師 QED Another Story』（どくそうし　キューイーディー アナザー　ストーリー）は、高田崇史による推理小説。毒草師シリーズの第1作である。2007年4月、幻冬舎から単行本として刊行された『毒草師』を、一部加筆して講談社ノベルスとして刊行した作品。

## 出版履歴
- 2007年：幻冬舎、ISBN 978-4-344-01316-2
- 2008年：講談社ノベルス、 ISBN 978-4-06-182590-1
- 2010年：講談社文庫、ISBN 978-4-06-276729-3

## あらすじ
鬼田山家で起こった密室からの連続失踪事件。平成10年1月、毒草師・御名形史紋と、編集者・西田真規が、密室の謎に挑む。

## 登場人物
御名形 史紋（みなかた しもん）
毒草師。和歌山県出身で、関東の拠点として自由が丘のマンション「グランヴェール九品仏」に住む。長髪に無表情が特徴の変人。
西田 真規（にしだ まさき）
雑誌「ファーマ・メディカ」の編集者。御名形のマンションの隣人。朝美に好意を抱く。肝臓が弱っていたため、御名形に生薬を処方される。
遠藤 悟士（えんどう さとし）
「ファーマ・メディカ」編集長。西田に鬼田山家の事件調査を命じる。
篠原 朝美（しのはら あさみ）
「ファーマ・メディカ」のフリー編集者。横浜のお嬢様学校の山手短大卒。西田とともに、鬼田山家の事件を調べる。

### 鬼田山家関係者
鬼田山 俊春（きたやま としはる）
鬼田山家先々代当主。子供のころ、一つ目の山羊を殴り殺したことから、呪われたという。最初の死産した子供が一つ目だった。すでに死亡。
鬼田山 香苗（きたやま かなえ）
俊春の妻。旧姓「井筒」。実家は千葉の豪農。86歳。現在はほとんど寝たきり。
鬼田山 壮治郎（きたやま そうじろう）
鬼田山家先代当主。昭和54年、離れにこもり、その後失踪。1か月後、隅田川から遺体が発見される。
鬼田山 志麻子（きたやま しまこ）　
壮治郎の先妻。壮治郎との間に2子を儲ける。旧姓「桜庭」。平成3年、心不全で死亡。
鬼田山 久乃（きたやま ひさの）
壮治郎の後妻。壮治郎との間に子を儲けるが、最初の死産した子供は一つ目だった。旧姓「八雲居」。密室状態の離れから失踪。
鬼田山 志子（きたやま しこ）
志麻子の長女。一つ目の鬼を見たといって離れに閉じこもり、その後失踪。
鬼田山 麻子（きたやま まこ）
志麻子の次女。志子の失踪後、置き書きを残して自らも失踪。
鬼田山 柊也（きたやま しゅうや）
久乃の長男。25歳。公務員。神経質で、年齢の割に腹が出ている。自室で何者かに毒殺された。
鬼田山 梓（きたやま あずさ）
久乃の長女。24歳。お茶、お花、小唄、諸堂が特技。しっかり者。
鬼田山 亮次（きたやま りょうじ）
久乃の二男。22歳。今年大学を卒業する予定。硬式テニス部部長。
間宮 規子（まみや のりこ）
鬼田山家の元家政婦。体調を崩したため、辞職した。
間宮 静子（まみや しずこ）　
現在の鬼田山家家政婦。規子の姪。
八雲居 葉月（やくもい はづき）
柊也たちの従姉妹。25歳。父・万平は久乃の弟。
一ノ関 元子（いちのせき もとこ）　
内科医。鬼田山家の主治医。もうすぐ還暦だが、溌剌としている。

### 警視庁
辰巳 浩助（たつみ こうすけ）
警部。
堂本 素直（どうもと すなお）
巡査部長。